# Николсон, Сэм
Сэм Аластэр Николсон (англ. Sam Alastair Nicholson; род. 20 января 1995, Эдинбург, Шотландия) — шотландский футболист, вингер клуба «Мотеруэлл».

## Клубная карьера

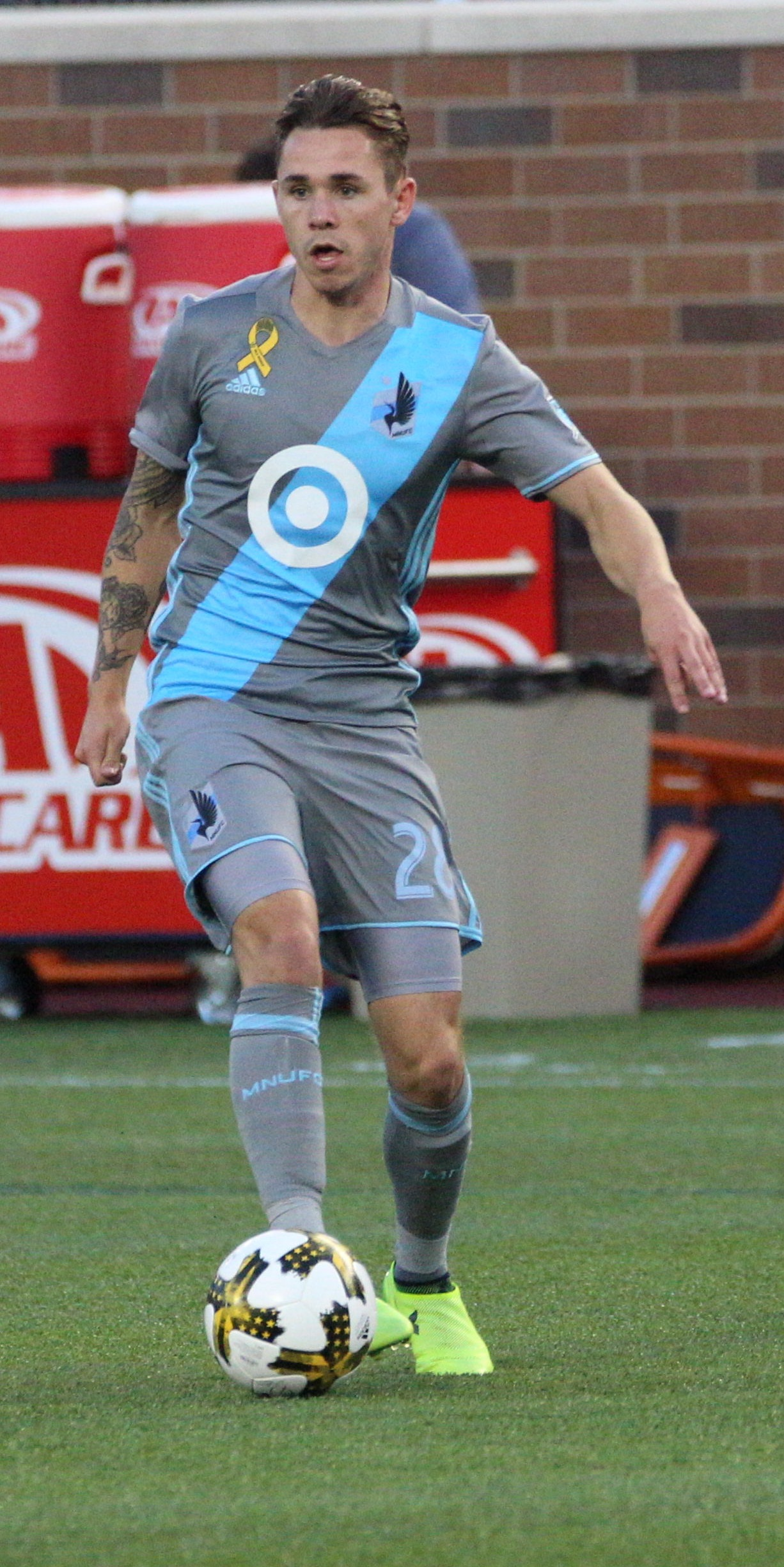
Николсон в составе «Миннесота Юнайтед»

Николсон — воспитанник клуба «Харт оф Мидлотиан». 31 августа 2013 года в матче против «Инвернесс Каледониан Тисл» он дебютировал в шотландском Премьершипе. 18 января 2014 года в поединке против «Сент-Джонстона» Сэм забил свой первый гол за «Хартс». По итогам сезона клуб вылетел в Чемпионшип, но Николсон остался в команде и спустя год помог ей вернуться в элиту.
10 июля 2017 года Николсон подписал контракт с клубом MLS «Миннесота Юнайтед». В американской лиге он дебютировал 22 июля в матче против «Нью-Йорк Ред Буллз». 30 сентября в поединке против «Хьюстон Динамо» Николсон забил свой первый гол в MLS.
1 мая 2018 года Николсон с местом иностранного игрока был обменян на Эрика Миллера и $50 тыс. в общих распределительных средствах в «Колорадо Рэпидз». 5 мая в матче против «Спортинга Канзас-Сити» он дебютировал за «Колорадо». 4 июля в поединке против «Сиэтл Саундерс» Сэм забил свой первый гол за «Рэпидз». 2 июля 2020 года Николсон расторг контракт с «Колорадо Рэпидз» по взаимному согласию сторон.
22 июля 2020 года Николсон присоединился к клубу английской Лиги один «Бристоль Роверс», подписав двухлетний контракт. За «Роверс» он дебютировал 5 сентября в матче Кубка Футбольной лиги 2020/21 против «Ипсвич Таун». 31 октября в матче против «Рочдейла» он забил свой первый гол за «Роверс».
17 июня 2022 года Николсон на правах свободного агента вернулся в «Колорадо Рэпидз», подписав 2,5-летний контракт с опцией продления ещё на один год. В октябре 2023 года Николсон перенёс операцию по декомпрессии передней и задней части голеностопного сустава правой ноги. 2 января 2024 года «Колорадо Рэпидз» отчислил Николсона.
23 января 2024 года Николсон подписал контракт с клубом шотландского Премьершипа «Мотеруэлл» до конца сезона.